# Unione Sportiva Mestrina 1958-1959
Questa voce raccoglie le informazioni riguardanti l'Unione Sportiva Mestrina nelle competizioni ufficiali della stagione 1958-1959.

## Rosa
| N. |                   | Ruolo | Calciatore          |
| -- | ----------------- | ----- | ------------------- |
|    | Italia (bandiera) | A     | Angelo Bellemo      |
|    | Italia (bandiera) | A     | Gianni Bobbo        |
|    | Italia (bandiera) |       | Busso               |
|    | Italia (bandiera) | C     | Ugo Callegari       |
|    | Italia (bandiera) | D     | Danilo Campanarin   |
|    | Italia (bandiera) | P     | Ennio Ceschia       |
|    | Italia (bandiera) | D     | Giorgio Costantini  |
|    | Italia (bandiera) | A     | Gianni De Poli      |
|    | Italia (bandiera) | D     | Gino Luigi De Piero |
|    | Italia (bandiera) | A     | Carlo Facchin       |
|    | Italia (bandiera) | C     | Alberto Ferrarese   |
|    | Italia (bandiera) | C     | Romano Forin        |

| N. |                   | Ruolo | Calciatore       |
| -- | ----------------- | ----- | ---------------- |
|    | Italia (bandiera) | P     | Mario Liberalato |
|    | Italia (bandiera) |       | Livieri          |
|    | Italia (bandiera) | C     | Antonio Marangi  |
|    | Italia (bandiera) | C     | Giorgio Monari   |
|    | Italia (bandiera) | A     | Paolo Morelli    |
|    | Italia (bandiera) | A     | Mario Nichele    |
|    | Italia (bandiera) | D     | Dino Panzanato   |
|    | Italia (bandiera) | C     | Bruno Popazzi    |
|    | Italia (bandiera) | D     | Paolo Sartori    |
|    | Italia (bandiera) | D     | Franco Vivian    |
|    | Italia (bandiera) | D     | Redo Zanzaro     |
|    | Italia (bandiera) | A     | Sante Zorzan     |